# Jacopo Torregrossa
Jacopo Torregrossa (* 20. Juli 1983 in Macerata) ist ein italienischer Linguist.

## Werdegang
Von 2002 bis 2006 erwarb er den Laurea Triennale in Philosophie. Von 2006 bis 2008 erwarb er den Laurea specialistica in Philosophie an der Universität Pisa. Von 2009 bis 2011 promovierte er in Sprachwissenschaft an der Universität Verona. Von 2016 bis 2019 war er Juniorprofessor für Romanistische Linguistik mit dem Schwerpunkt Italienisch an der Universität Hamburg. Er ist Professor für Mehrsprachigkeit (Spanisch und Italienisch) an der Johann Wolfgang Goethe-Universität Frankfurt am Main.